# Велика Річка (Казахстан)
Велика Рі́чка (каз. Большая Речка) — село у складі Шемонаїхинського району Східноказахстанської області Казахстану. Входить до складу Волчанського сільського округу.
Населення — 406 осіб (2021; 543 у 2009, 676 у 1999, 597 у 1989).
Національний склад станом на 1989 рік:
- росіяни — 100 %